# Амір Агаєв
Амір Агаєв (азерб. Əmir Ağayev; івр. אמיר עגייב / עגיוב; нар. 10 лютого 1992, Рішон-ле-Ціон, Ізраїль) — ізраїльський футболіст азербайджанського походження, атакувальний півзахисник грецького клубу «Атромітос».

## Клубна кар'єра
Вихованець футбольного клубу «Бней-Єгуда», в якому й розпочав професіональну кар'єру. Дебютував у чемпіонаті Ізраїлю 9 квітня 2011 року в матчі проти тель-авівського «Хапоеля», вийшовши на заміну на 76-й хвилині замість Ліроя Жаїрі. Згодом також виступав за кіпрську «Омонію», а також ізраїльські клуби «Бейтар» (Єрусалим) та «Хапоель» (Тель-Авів). 
31 січня 2019 року підписав 1,5-річний контракт з «Сумгаїтом».
14 серпня 2020 року підписав контракт за схемою 1+1 рік з грецьким «Атромітосом». 13 вересня 2020 року дебютував у Суперлізі Греції в матчі «Атромітоса» проти «Волоса».

## Кар'єра в збірній
Виступав у складі юнацьких та молодіжної збірних Ізраїлю U-18, U-19 та U-21.
22 серпня 2020 року Аміра викликали до складу національної збірної Азербайджану на тренувальні збори в Баку.